# 磯漁港 (京都府)

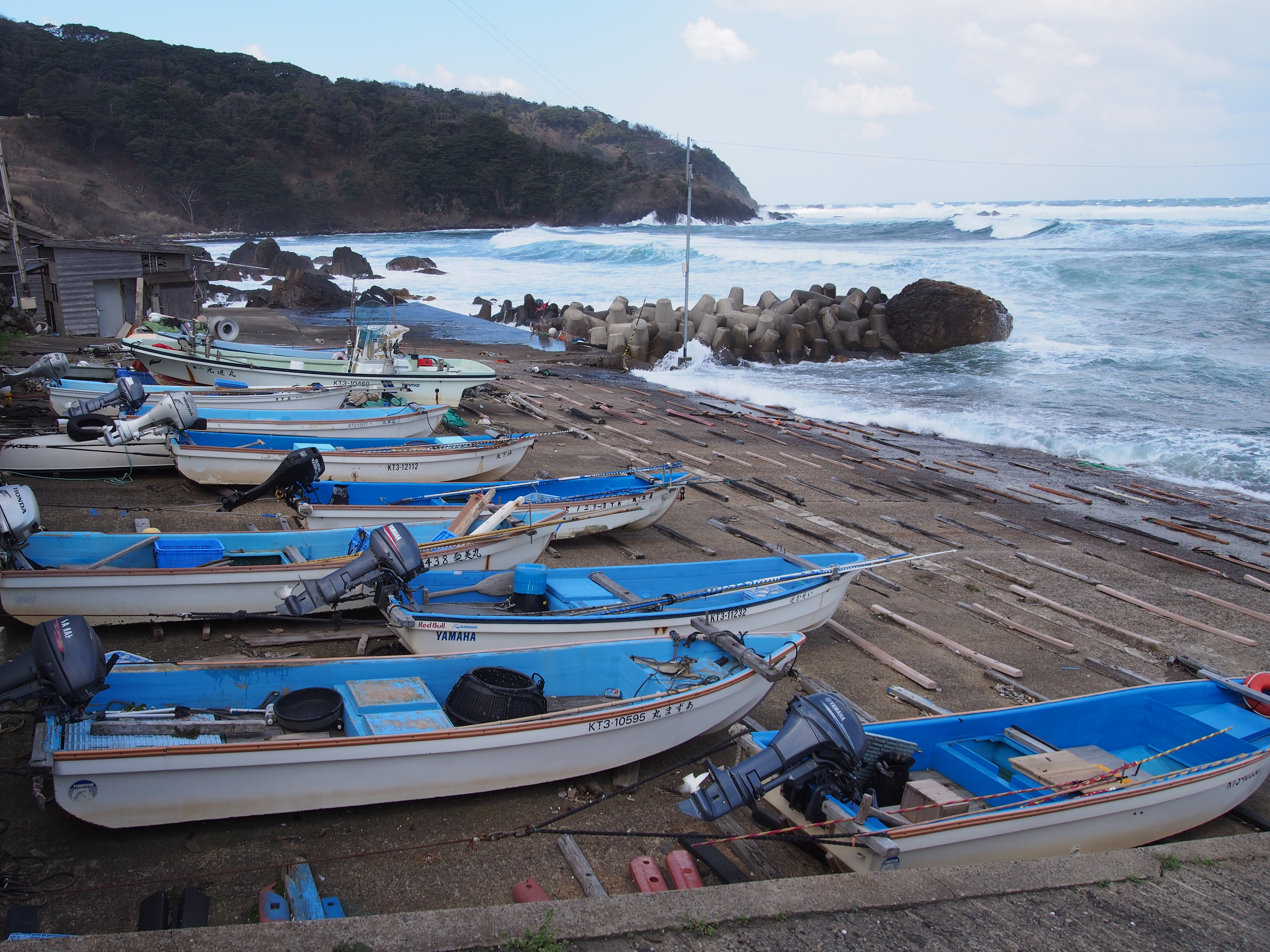
磯港

磯漁港（いそぎょこう）は、京都府京丹後市にある港で漁港漁場整備法（昭和25年5月2日法律第137号）第1章第5条に規定する第1種漁港である。

## 概要
- 所在地 - 京都府京丹後市網野町磯
- 管理者 - 京丹後市[1][2]
- 漁業協同組合 - 京都府漁業協同組合 網野支所
- 組合員数 -
- 漁港番号 - 3010260

## 沿革
- 1953年（昭和28年）2月12日 - 第1種漁港に指定